# Liste der Bodendenkmäler in Hollenbach
Auf dieser Seite sind die Bodendenkmäler in der schwäbischen Gemeinde Hollenbach zusammengestellt. Diese Tabelle ist eine Teilliste der Liste der Bodendenkmäler in Bayern. Grundlage ist die Bayerische Denkmalliste, die auf Basis des Bayerischen Denkmalschutzgesetzes vom 1. Oktober 1973 erstmals erstellt wurde und seither durch das Bayerische Landesamt für Denkmalpflege geführt wird. Die folgenden Angaben ersetzen nicht die rechtsverbindliche Auskunft der Denkmalschutzbehörde.

## Bodendenkmäler in Hollenbach
| Lage                           | Objekt | Akten-Nr.     | Bild                                          |
| ------------------------------ | --- | ------------- | --------------------------------------------- |
| (Standort)                     | Mittelalterlicher Verhüttungsplatz. | D-7-7432-0069 |                                               |
| (Standort)                     | Mittelalterlicher Verhüttungsplatz. | D-7-7432-0070 |                                               |
| (Standort)                     | Burgstall des Mittelalters. | D-7-7532-0003 |                                               |
| (Standort)                     | Siedlung vor- und frühgeschichtlicher Zeitstellung.                                                                                               | D-7-7532-0058 |                                               |
| (Standort)                     | Mittelalterlicher Verhüttungsplatz. | D-7-7532-0099 |                                               |
| Hauptstraße 38 (Standort)      | Mittelalterliche und frühneuzeitliche Befunde im Bereich der katholischen Pfarrkirche St. Peter und Paul in Hollenbach und ihrer Vorgängerbauten. | D-7-7532-0208 | Mittelalterliche und frühneuzeitliche Befunde |
| Augsburger Straße 2 (Standort) | Mittelalterliche und frühneuzeitliche Befunde im Bereich der katholischen Pfarrkirche St. Michael in Igenhausen.                                  | D-7-7532-0210 | Mittelalterliche und frühneuzeitliche Befunde |
| Ulrichstraße 35 (Standort)     | Mittelalterliche und frühneuzeitliche Befunde im Bereich der katholischen Filialkirche St. Ulrich in Schönbach.                                   | D-7-7532-0214 | Mittelalterliche und frühneuzeitliche Befunde |
| (Standort)                     | Siedlungen der Jungsteinzeit und des späten Mittelalters.                                                                                         | D-7-7532-0235 |                                               |